# Руско влияние върху българския език
В течение на векове, най-вече през Възраждането, българският и руският език са си оказвали взаимно влияние. Първоначално старобългарският оказва влияние върху староруския и по този начин възниква руската редакция на старобългарския език, от която по-късно се развива църковнославянският език. По време на Възраждането първо църковнославянският (в руски вариант) оказва силно влияние върху българските книжовници, като подготвя почва за последващо руско влияние.

## Руският език и българската книжовна лексика
През Възраждането в България се въвежда светско образование, което стимулира въвеждането на нова научна, политическа и културна терминология. Най-значим източник в този случай се оказва руският език.
По този начин в българския език се установяват думи от различни категории:
- Глаголи: старая се, уважавам, заявявам, трогвам, преподавам, принадлежа и др.
- Съществителни имена: разписка, дописка, сказка, доклад, данни, задача, покупка, обстановка, випуск, хазяин и др.
- Прилагателни имена: способен, опасен, бивш, необходим, необятен, необозрим, преждевременен и др.
- Наречия: непременно, вероятно и др.

Процесът на навлизане на руски заемки в българския език е протекъл сложно и многостранно, поради което голяма част от думите са асимилирани според фонетичните особености на българския език (например усърден вм. усерден).
Руското влияние върху българския език в областта на лексиката се налага главно по книжовен, а не по устен път, въпреки че има редки случаи на устни заемки (напр. хазяин от хозяин).
В този процес обаче навлизат редица ненужни думи, които имат живи съответствия в българския език:
 обезателен (задължителен), давление (натиск), осторожен (предпазлив), вмешателство (намеса) и т.н.
 Много от тези думи отпадат от българския език в началото на XXI век.
От църковнославянски и руски в българския език навлизат множество сложни думи:
- Съществителни: местопроизшествие, местопрестъпление, словосъчетание, местоимение, езикознание и др.
- Прилагателни: първоначален, самоуверен и др.

По образеца на сложните думи, заети от руски, в българския език се образуват самостоятелно нови сложни думи: ветропоказател, бързопис, денонощие, високоговорител и пр.
Чрез руско посредничество в българския език навлизат множество думи от международната лексика: конституция, революция, плюс, минус, режисьор, музика, варваризъм, полюс, автор, ревизор и т.н.

## Руско влияние върху българското словообразуване
Макар че в българските народни говори съществуват отглаголни съществителни със завършек -не (ходене, гледане, приемане, обръщане), под руско влияние масово навлизат в българския език отглаголни съществителни със завършек -ние.
Под руско влияние навлизат и редица други думи:
- Съществителни, завършващи на -ие: известие, отличие, условие, събитие и т.н.
- Съществителни, завършващи на -ство и -ствие: равенство, приветствие, отсъствие и т.н. Завършекът -ство съществува в българските народни говори (например робство, рождество), но руските заемки засилват употребата му.
- Прилагателни, завършващи на -ствен: качествен, свойствен и т.н.
- Глаголи, завършващи на -ствувам, преминало в -ствам: свидетелствам, учителствам, приветствам и т.н.
- Съществителни с наставка -тел, означаващи деятели: възпитател, просветител, доброжелател и т.н. В българските народни говори за образуване на такива съществителни се използва наставката -ач, като така се образуват двойки съществителни, които често не са синоними:
носач — носител;
 пазач — пазител;
 писач — писател;
 и т.н.
 Наставката -тел е станала продуктивна в българския език и с нейна помощ са образувани редица нови думи: предпазител, разклонител и др.
- Прилагателни, завършващи на -телен: последователен, доброжелателен, поучителен и др.
- Прилагателни, завършващи на -ист и -оват: хълмист, цветист, петнист, продълговат, простоват и др.
- По образец на руските глаголи, завършващи на -ничать, в българския език се образуват редица глаголи със завършек -нича: нервнича, посреднича, сътруднича, угоднича и т.н.

Повечето от споменатите морфеми са съществували в старобългарския език:
- разделение, размишление, приключение;
- учител,  служител;
- спасителен;
- качество, количество, свойство;
- веществен, естествен;
- шествие;
- засвидетелствам, действам — в съответните архаични форми, например .

При тези морфеми влиянието на руския върху българския език се изразява в по-честата им употреба.

## Фразеология в българския език, възприета от руския
В съвременния български език са възприети от руския редица изрази: обръщам внимание, имам значение, вземам участие, в състояние съм, в това отношение, с голямо внимание, в продължение на, действам пред (някого), намирам се в трудно положение и т.н. Някои от тях имат български съответствия, които правят излишен руския вариант. Например изразът в тази връзка е русизъм, чието българско съответствие е изразът във връзка с това.

## Морфологичната категориясегашно деятелно причастие
Сегашното деятелно причастие (знаещ, виждащ) е нововъведение в новобългарския книжовен език, което възстановява изчезналата в народните говори старобългарска форма. За възраждането му първоначално оказва влияние църковнославянският, а по-късно и руският език, като отначало се възприемат частично русизираните форми (например ведущ, но не ведуч, понеже както в църковнославянския, така и в руския език тези форми са останали със старобългарско щ вместо източнославянско ч; за справка вж. тук). По-късно, към края на XIX век, заеманите от руски по книжовен път форми на деятелни причастия се приспособяват към морфологичните основи на българските глаголи и по този начин стават част от българското спрежение. В съвременната говорима реч тези форми обикновено се заместват с конструкцията
относително местоимение + глагол.
Например вместо намиращ се по-често се използва изразът който се намира.

## Руско влияние при изграждане на българската научна терминология
През Възраждането в българския език започва да навлиза научна терминология, първоначално от църковнославянския, а след това от руския език.

### Изграждане на езиковедска терминология
Първите български граматични термини се срещат в Рибния буквар на Петър Берон (1824). Те са заимствани от църковнославянския: име, прилагателно, член, местоимение, предлог, глагол, наречие (някои от тези думи съществуват още в старобългарския език, но не с този смисъл). По-късно тази терминология се допълва от други български книжовници, като Неофит Рилски, Христаки Павлович и др., които също използват редица църковнославянски или руски термини. За типичните български глаголни времена постепенно се създава чисто българска терминология.
Основната част на българските граматични термини се образува предимно от прилагателни със завършек -телен: съществително (име), прилагателно (име), нарицателно (име), действителен или деятелен (залог), повелително (наклонение), възклицателно (изречение) и т.н. Друга част от терминологията са отглаголните съществителни на -ние: наклонение, окончание, склонение, спрежение, определение и т.н.; както и абстрактни съществителни на -ие: наречие, междуметие, причастие, местоимение и т.н.
Голяма част от езиковедската терминология в българския език изобщо се изгражда под руско влияние: управление (на глагола), ударение, придихание, подчинение (в изречението) и т.н. Част от терминологията, която е от друг произход, също е заета през руския език: инфинитив, изоглоса, морфология, морфема и т.н.

## Примери за заемки от руския език
- Обществено-политически термини:
  - заведение;
  - предприятие;
  - учреждение (руско новообразувание с българско жд);
  - завещание (старобълг. завѣтъ, завѣштати).
- Думи с руска фонетика:
  - с руско пълногласие: оборот срещу бълг. обрат;
  - възмутен, възмутителен, възмущавам, възмущение (старобълг. възмѫтити и възмѧсти, възмѫштенье);
  - смущение (старобълг. съмѫштенье);
  - част (старобълг. чѧсть (дял), новобълг. чест, често);
  - щастие (на полски: szczęście; възприета, когато още се е пишела с началното щ в Русия; етимологически вярната руска форма е счастье);
  - щадя и нейните производни (старобълг. штѧдѣти — пестя);
  - нужен вм. нужден (от нужда) (старобълг. ноуждьнъ или нѫждьнъ);
  - блуд и производни (старобълг. блѧдь — брътвеж, празни приказки; разврат; или блѫдъ — разврат);
- производни от жизн; новобългарската форма е живот, въпреки че думата жизнь съществува в старобългарския език;
- забвение (старобълг. забъвенье от глагола забыти);
- думата влияние произлиза в руския език от френското influence във връзка с глагола вливать;
- предлогът чрез (изместил е предлога през, като чрез има отвлечено значение);
- непонятен — синоним на бълг. неразбираем.

## Русизми в българския и българизми в руския език
Не само руският език е оказал влияние върху българския, но и обратно: множество старобългарски думи  са навлезли в руския език  при покръстването на Русия. Поради многото сходства между двата езика понякога е трудно да се прецени дали една дума е от български, или от руски произход. Все пак има разлики между българския и руския език и тези разлики позволяват да се определи произходът на някои думи и техни форми.
Българският единствен от славянските езици редува т с щ и д с жд:
 град, градя — гражданин, гражданство;
 платя, платец, платежен — плащане, изплащам.
 Някои думи погрешно се смятат за русизми в българския език, когато всъщност те са навлезли в руския език под влиянието на българския език по време на покръстването на Русия. Например думата гражданин е българизъм в руския език. От друга страна, някои старобългарски думи са изгубили първоначалния си вид и са били заети в новобългарския език от руския. Например думата госпожа се използва в съвременния български език именно в своя руски фонетичен облик, което се вижда от замяната на д (господин) с ж (госпожа); старобългарската форма е госпожда.
Думите благоденствие и благоразумен са калкирани от гръцки. Не е сигурно дали са от старобългарския език, или са новообразувания в църковнославянския. Във всеки случай коренът благо е старобългарски, а всяка дума в руския език, започваща с благо, е българизъм поради липсата на пълногласие: руската форма е болого, но тя е напълно изместена от формата благо.
Руски думи като награда и преграждать с липсващо пълногласие (трябва да са нагорода и перегорожать) вероятно са от старобългарски произход, въпреки че няма категорични сведения.
Руската дума единство вероятно също е от старобългарски произход: иначе не може да се обясни началната гласна е (срв. бълг. един и рус. один).
Множество руски заемки от старобългарския език са заети обратно в новобългарския, без да са пригодени към старобългарския първообраз. Известно е, че старобългарската голяма носовка е преминала в ъ в новобългарския език, обаче в руския език тя се е превърнала в у; старобългарската малка носовка е станала е в новобългарския език, но я в руския. Това обяснява формите на някои съвременни български думи:
- блудница вместо блъдница;
- урод вместо ърод;
- съпруг вместо съпръг;
- порядък вместо поредък;
- началник вместо начелник;

и др.
В отделни случаи старобългарски форми, запазени в новобългарския език, са били променени под влиянието на руския:
- думата нужден е станала нужен;
- думата госпожда е станала госпожа;
- думата задавка е била заменена със задача;
- думата четец (от глагола чета) е била заместена с читател.

Множество нови думи в руския език, образувани през XX век, са били заети в българския:
 самолет, вертолет, радиоприемник, оборот, местопрестъпление
(обаче думата престъпление е старобългарска).
Към тях се добавят доста русизми, изразяващи абстрактни понятия:
- настоящ (вм. старобълг. и диалектно нинешен), а оттам и настояще;
- необходим;
- ведомост;
- (не)понятен (в българския език няма глагол поням);

и др.
Глаголът преподавам също е русизъм в българския език,
 обаче представката пре- е българизъм в руския език
 поради липсата на пълногласие (срв. рус. передача).
Завършеците (наставки и окончания)
 -тель, -тельность, -ствие, -енство, -ес, -ание, -ащий, -ущий, -айший, -ение, -ание, -ейший
 са навлезли в руския език от старобългарския.